# Ambrogio Spinola

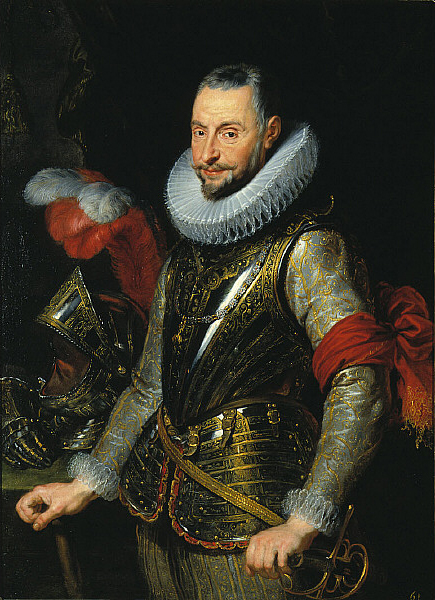
Ambrogio Spinola.

Ambrogio Spinola, markis de los Balbazes, född 1569 i Genua, död den 25 september 1630, var en spansk fältherre, son till Filippo Spinola, markis av Sesto och Benafro, och Policena, dotter till fursten av Salerno. 
I den strid, som Spinola i enlighet med släkttraditionerna förde med Doriasläkten, misslyckades han. Jämte sin broder Federigo gick Spinola 1602 i spansk tjänst som anförare för en av honom värvad styrka. 
I kriget mellan Spanien och Nederländerna deltog Spinola från 1602 och erövrade 1604 Ostende, varefter han blev generallöjtnant och chef för de spanska trupperna i Nederländerna. Under de följande åren stred Spinola mot Morits av Oranien i Flandern, utan att likväl kunna tillkämpa sig några avgörande fördelar. Till grand av Spanien utnämndes han 1611. 
I Tyskland ingrep Spinola 1620, riktade från Koblenz ett angrepp på Kurpfalz, utan att dock angripa evangeliska unionens härsmakt. Hans handlingssätt finner troligen sin förklaring i politiska motiv, att inte tvinga unionen till det yttersta och därigenom förstärka denna sönderfallande sammanslutning. Ett stort antal pfalziska städer erövrades. 
Från 1621 förde Spinola i det då åter utbrytande kriget mellan Spanien och Nederländerna befälet över de spanska trupperna. Belägringen av Bergen op Zoom misslyckades 1622. Breda återerövrades 1625. I Mantuanska tronföljdskriget ledde Spinola 1629-30 de spanska härarna, fördrev fransmännen från Monferrato och belägrade Casale Monferrato.